# 斯特魯西夫
49°20′20″N 25°37′0″E / 49.33889°N 25.61667°E

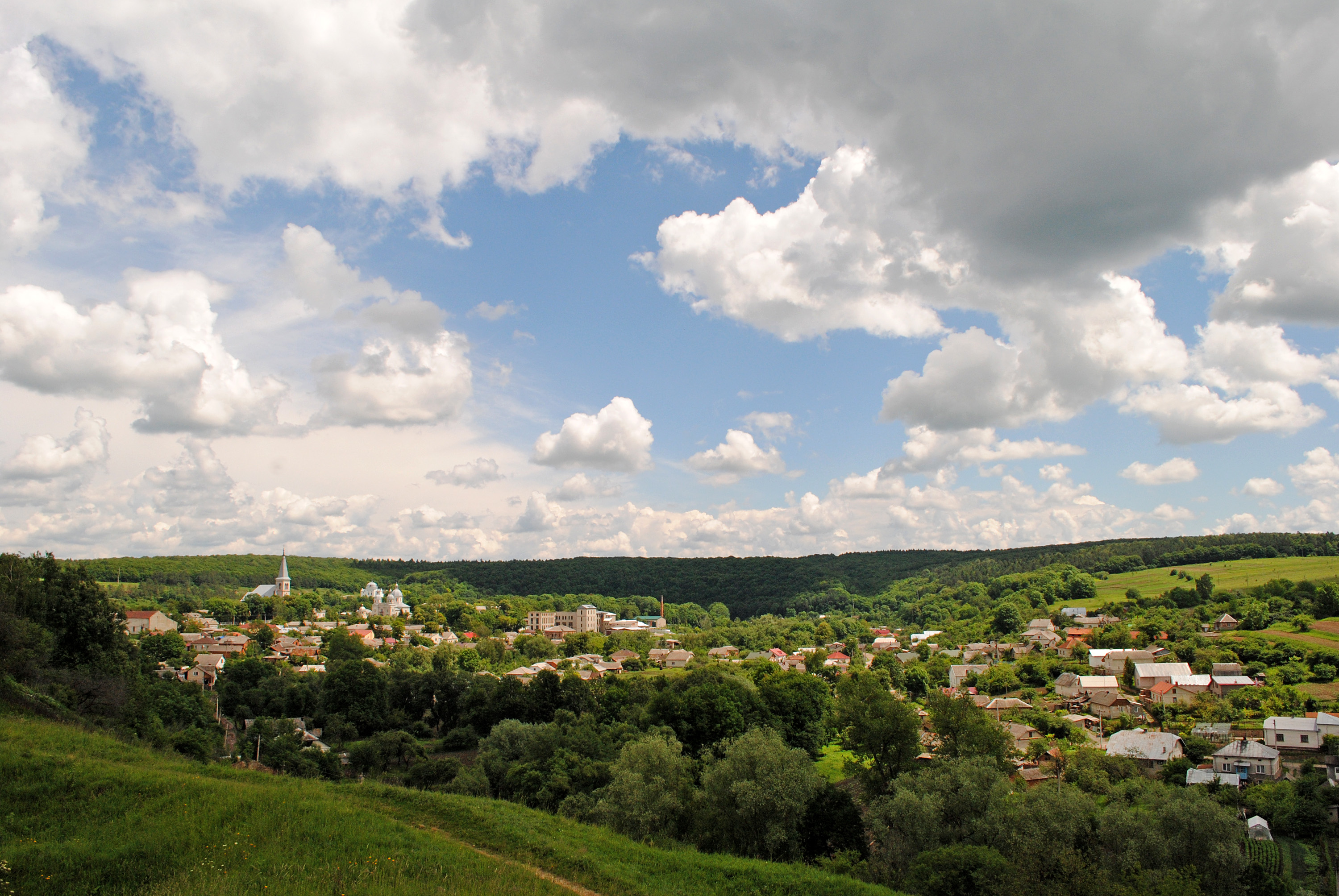

斯特魯西夫（羅馬化：Strusiv）是烏克蘭的村落，位於該國西部捷爾諾波爾州，由捷尔诺波尔区負責管轄，始建於1434年，面積3.53平方公里，2007年人口1,465，人口密度每平方公里425.7人。